# Vesícula de Poli
Vesículas de Poli é a designação dada às estruturas vesiculares presentes no sistema hidrovascular da maioria dos Echinodermata (asteróides e holoturóides) cuja função principal é a regulação da pressão interna do sistema ambulacral do animal, razão pela qual estas vesículas se encontram cheias de líquido. O nome destas estruturas homenageia o seu descobridor, o naturalista napolitano Giuseppe Saverio Poli.